# La Rua (album)
La Rua è il primo ed eponimo album in studio del gruppo musicale italiano La Rua, pubblicato nel 2015.

## Tracce
1. Non sono positivo alla normalità – 3:19
2. Magneti vicini – 3:40
3. Detriti – 3:31
4. Ci pensi mai al futuro – 3:48
5. Polline – 3:30
6. Non ho la tristezza – 3:07
7. Un aeroplano che non sa volare – 3:31
8. Vietato ai minori – 3:31